# Charmides

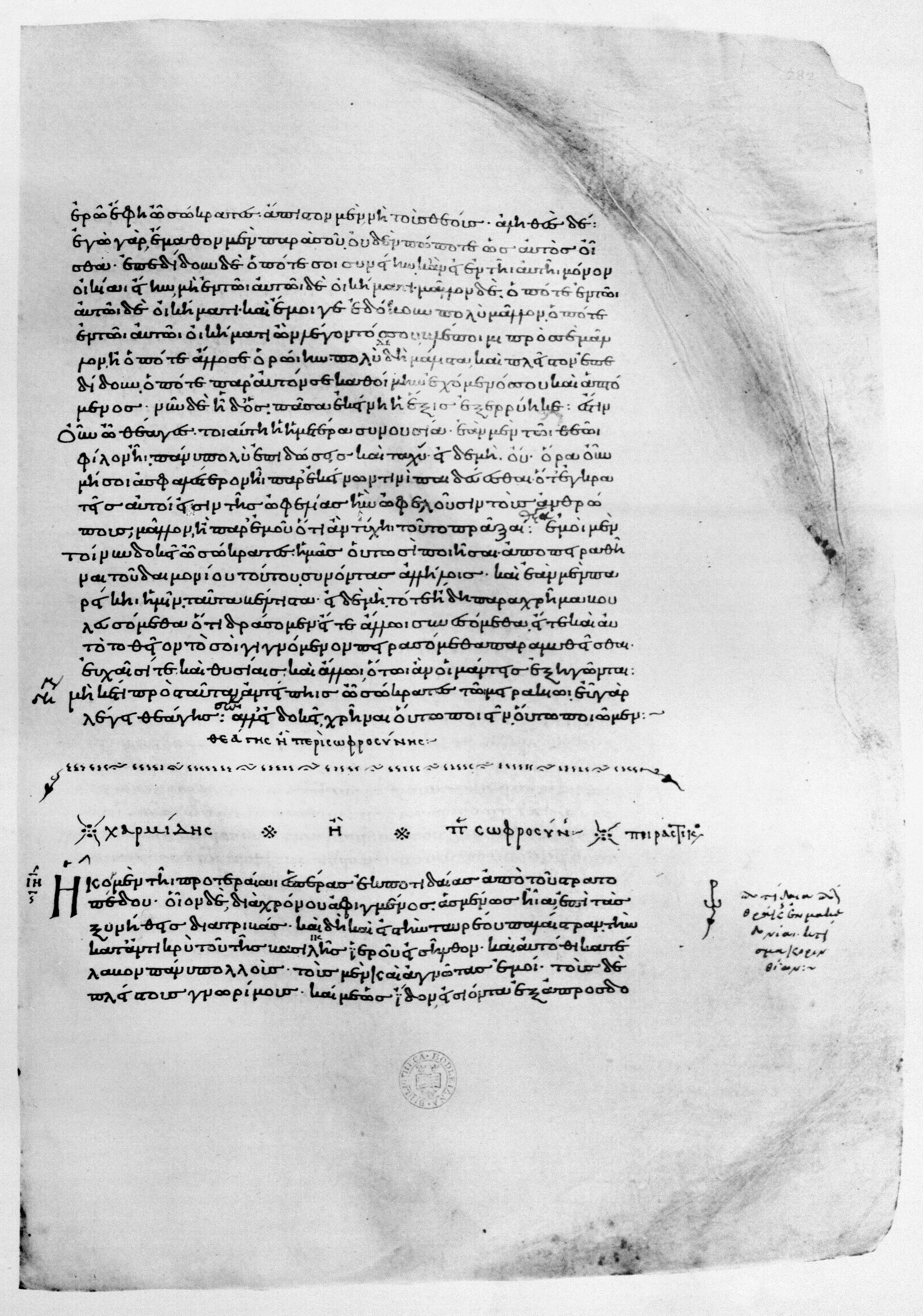
Der Anfang des Charmides in der ältesten erhaltenen mittelalterlichen Handschrift, dem 895 geschriebenen Codex Clarkianus (Oxford, Bodleian Library, Clarke 39)

Der Charmides (altgriechisch Χαρμίδης Charmídēs) ist ein in Dialogform verfasstes frühes Werk des griechischen Philosophen Platon. Den Inhalt bildet ein fiktives Gespräch von Platons Lehrer Sokrates mit dem Jugendlichen Charmides, nach dem der Dialog benannt ist, und dessen Vetter Kritias.
Bei den beiden Gesprächspartnern des Sokrates handelt es sich um historische Personen. Charmides war der Bruder von Platons Mutter Periktione; auch Kritias war als Periktiones Vetter weitläufig mit Platon verwandt. Beide wurden später bekannte Politiker der oligarchischen Richtung.
Im Dialog wird versucht zu klären, was die Besonnenheit (sōphrosýnē) ausmacht und worin ihr Sinn und Zweck besteht. Die Untersuchung führt zu keinem positiven Ergebnis; als aussichtsreicher Ansatz erscheint immerhin ein Definitionsvorschlag, dem zufolge Besonnenheit ein Wissen über eigenes und fremdes Wissen und Nichtwissen ist, also Selbstkenntnis erfordert. Damit stellen sich die Fragen, ob ein Wissen, das sich selbst zum Gegenstand hat, überhaupt möglich ist und welchen Nutzen es gegebenenfalls hat. Beide Fragen bleiben trotz aller Bemühungen offen, Klarheit lässt sich vorerst nicht gewinnen. Somit endet der Dialog in einer Aporie, einer Lage, in der sich keine Lösung abzeichnet.
In der Forschung wird kontrovers darüber diskutiert, welche Konsequenzen Platon aus den negativen Ergebnissen der Untersuchung im Charmides gezogen hat und wie er die Möglichkeit eines selbstbezüglichen Wissens beurteilt hat.

## Ort, Zeit und Teilnehmer
Die philosophische Diskussion findet in Athen, der Heimatstadt der Beteiligten, statt. Eingeleitet wird der Dialog von einer Rahmenhandlung, in der Sokrates im Gespräch mit einem Freund als Erzähler auftritt. Detailliert beschreibt er dem Freund den Verlauf seiner Unterredung mit Charmides und Kritias, wobei er sich nur auf sein Gedächtnis stützt. Diese erzählende Wiedergabe der Haupthandlung als vergangene Begebenheit, die „narrative“ oder „dihegematische“ Form des literarischen Dialogs, ermöglicht es dem Autor, dem Leser zusätzliche Informationen über das Verhalten und die wechselnden Gemütszustände der Diskutierenden zu geben. Darin liegt der Vorteil der narrativen Form gegenüber der „dramatischen“, bei der das Gespräch unmittelbar szenisch dargestellt wird und der Leser nur den bloßen Wortlaut des Gesagten erfährt. Sokrates geht im Rückblick auf die Geschehnisse, die er seinem Zuhörer schildert, freimütig auf seine damaligen Gefühle ein.
Nach Sokrates’ Worten war der Schauplatz der Diskussion die Palaistra des Taureas, ein Ringplatz, der als beliebter Treffpunkt zu Unterhaltung und Sport diente. Sie befand sich im Süden der Akropolis gegenüber dem Tempel der Persephone. Den Zeitpunkt der Dialoghandlung gibt Sokrates am Anfang an: Am Vorabend ist er „von dem Heer vor Poteidaia zurückgekommen“. Er berichtet von einem verlustreichen Gefecht, das kurz zuvor stattgefunden hat. In der älteren Forschungsliteratur herrschte die Auffassung, dass die Schlacht von Poteidaia im Herbst 432 v. Chr. gemeint sei, doch nach heutigem Forschungsstand steht fest, dass es sich um die Schlacht von Spartolos im Mai 429 v. Chr. handelt. Der historische Sokrates hat an dem gesamten Feldzug, der von 432 bis Mai 429 v. Chr. dauerte, teilgenommen. Somit lässt Platon das Gespräch im Mai 429 v. Chr. stattfinden.

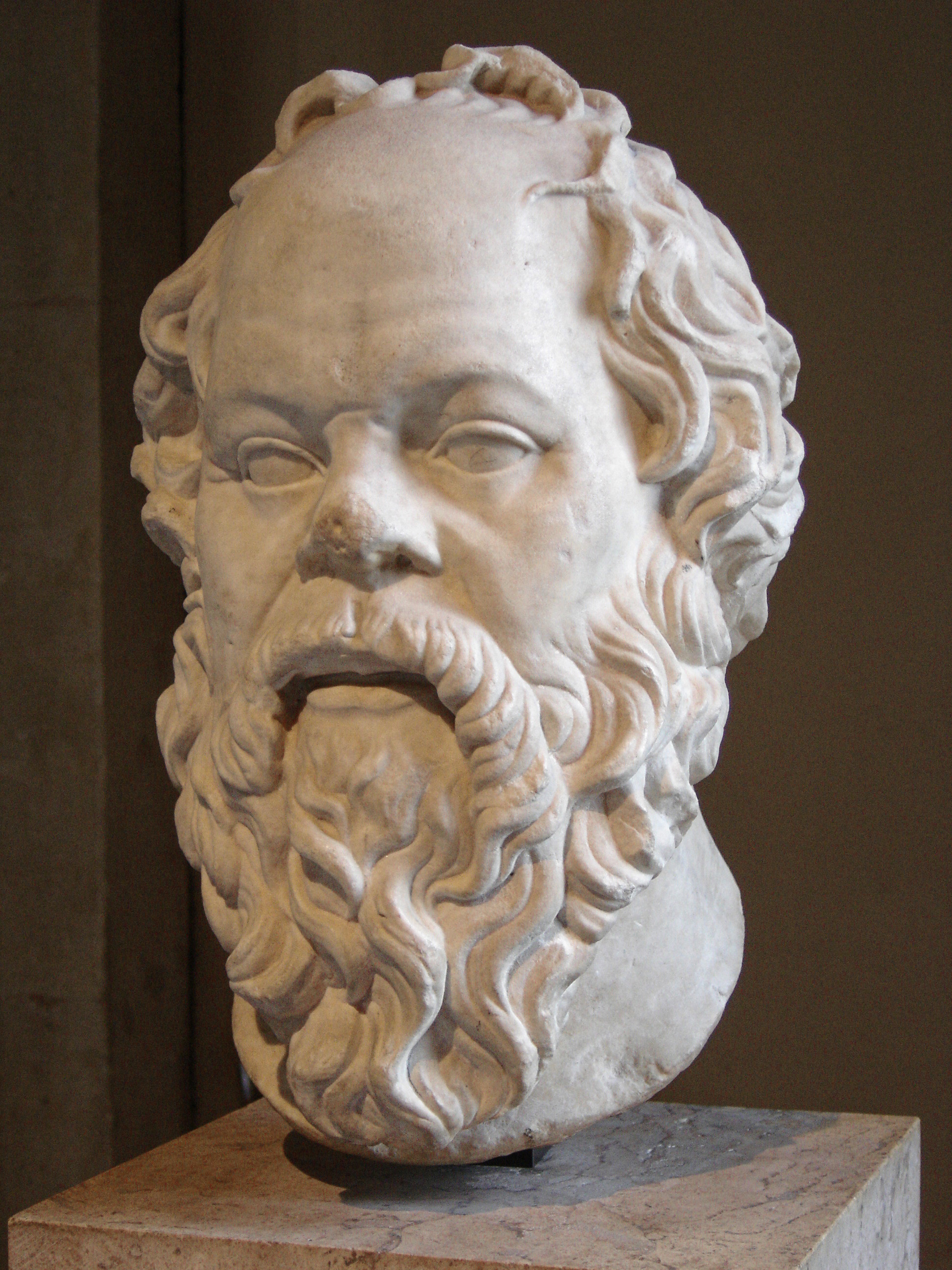
Büste des Sokrates (1. Jahrhundert, Louvre, Paris)

Beteiligt sind Sokrates, Charmides, Kritias und der Philosoph Chairephon, ein Freund und Schüler des Sokrates. Charmides ist ein Jugendlicher (meirákion), er ist etwa 14 bis 17 Jahre alt. Kritias ist rund dreißigjährig, Sokrates vierzigjährig. Sokrates und Chairephon sind ungefähr gleichaltrig und seit ihrer Jugendzeit befreundet. Wie in den meisten Dialogen Platons ist Sokrates die Hauptfigur. Er tritt wie üblich bescheiden auf und gibt sich unwissend. Dennoch lenkt er stets das Gespräch in die von ihm gewünschte Richtung und führt die anderen zur Einsicht in die Unzulänglichkeit ihrer Vorstellungen. Charmides wird anfangs von Kritias als besonnen gerühmt; sein Verhalten lässt dann seine gute charakterliche Veranlagung erkennen, doch ist er nicht wirklich besonnen im Sinne eines anspruchsvollen Verständnisses dieses Begriffs. Kritias ist der Vormund des Charmides, dessen Vater bereits ums Leben gekommen ist. Er ist weit entfernt von „Besonnenheit“ im Sinne von Mäßigung, Umsicht und Selbstbeherrschung; die Eigenschaft, die das Thema der Diskussion ist, geht ihm ab. Seine aristokratische Gesinnung und seine Verachtung des einfachen, arbeitenden Volkes treten deutlich hervor; gewerbliche Tätigkeit als Handwerker oder Händler hält er für eine Schande. In der Diskussion ist er nicht geneigt, auftauchenden Problemen auf den Grund zu gehen; wenn er auf einen Einwand stößt, weicht er der Schwierigkeit mit einem neuen Ansatz aus. Chairephon ergreift nur anfangs das Wort, an der Auseinandersetzung mit dem philosophischen Problem beteiligt er sich nicht.
Die Handlung zerfällt in zwei klar getrennte Teile: In der ersten Phase der Diskussion ist Charmides der Partner des Sokrates, in der zweiten übernimmt Kritias seine Rolle.

## Inhalt
Die Rahmenhandlung
Sokrates berichtet als Erzähler, dass er nach seiner Rückkehr vom Feldzug in der Palaistra viele Bekannte angetroffen hat, darunter Kritias und Chairephon. Bei ihnen erkundigte er sich, welche von den Jugendlichen, die seit seinem Aufbruch vor drei Jahren herangewachsen waren, sich durch besondere geistige oder körperliche Vorzüge auszeichneten. Beide lobten Charmides als den schönsten, und als Sokrates nach seelischen Qualitäten fragte, wies Kritias auf die nachdenkliche Art seines Vetters hin. Charmides, dessen Schönheit in dem homoerotischen Milieu einen starken Eindruck machte, wurde herbeigerufen. Auch Sokrates war vom Anblick des Jugendlichen fasziniert, sein eigentliches Ziel war aber die geistige Begegnung mit Charmides.
Auf die Beschreibung dieser Ausgangssituation folgt Sokrates’ Bericht über den Verlauf der Diskussion.
Die erste Gesprächsphase
Charmides fragt Sokrates nach einem Mittel für seinen Kopfschmerz. Sokrates nimmt dies zum Anlass, ihm das Konzept einer ganzheitlichen Medizin zu erklären: Man könne den Kopf nicht für sich allein heilen, sondern müsse dessen Zusammenhang mit dem übrigen Körper beachten. Gute Ärzte seien sich der Notwendigkeit bewusst, den Körper als Ganzes zu behandeln, wenn man einen Teil heilen wolle. Diese Erkenntnis griechischer Ärzte sei aber nur eine Teilwahrheit. Über sie hinaus führe eine Einsicht, die er, Sokrates, thrakischen Ärzten verdanke, welche sich auf den Gott Zalmoxis beriefen. Nach deren tieferem Gesundheitsverständnis müsse der Körper zusammen mit der Seele geheilt werden, denn alles Gute und Schlechte in ihm habe seinen Ursprung in der Seele. Die Heilung der Seele bestehe darin, ihr Besonnenheit zu verschaffen. Daher solle Charmides zuerst seine Seele untersuchen lassen.
Sokrates beginnt die Untersuchung mit der Frage an Charmides, ob er tatsächlich so besonnen sei, wie Kritias behauptet hat, oder ob ihm in dieser Hinsicht noch etwas fehle. Damit bringt er Charmides, der weder ein anstößiges Selbstlob vorbringen noch sich selbst tadeln und Kritias widersprechen will, in Verlegenheit. Die beiden beschließen, die Frage gemeinsam zu untersuchen.
Zunächst legt Sokrates dar, dass man von einem Besonnenen erwarten könne, dass er sich seiner Besonnenheit bewusst sei und somit auch angeben könne, worin sie bestehe. Charmides meint, Besonnenheit äußere sich darin, dass man alles auf geordnete und bedächtige, ruhige Weise ausführe. Dagegen wendet Sokrates ein, in vielen Bereichen sei ein schnelles, behändes Vorgehen einem langsamen überlegen, sowohl bei Leibesübungen als auch bei geistigen Betätigungen. Die Besonnenheit müsse aber unter allen Umständen etwas Schönes und Erstrebenswertes sein; daher dürfe man sie nicht mit etwas gleichsetzen, das in manchen Fällen schlechter sei als sein Gegenteil. Charmides sieht dies ein und muss nun einen neuen Ansatz finden. Ihm fällt ein, dass Besonnenheit als Eigenschaft gilt, die den Menschen bescheiden macht. Diese Überlegung bringt ihn zu seinem zweiten Definitionsvorschlag: Er setzt nun Besonnenheit mit „Schamgefühl“ (aidṓs) – bescheidener Zurückhaltung – gleich. Doch auch dieser Versuch scheitert. Sokrates erinnert daran, dass bereits Einvernehmen darüber erzielt wurde, dass die Besonnenheit etwas Vorzügliches ist. Demnach ist sie eine schlechthin gute Eigenschaft, die ihren Träger notwendigerweise stets gut macht. Das trifft aber, wie Sokrates darlegt, auf das Schamgefühl nicht zu, denn es gibt auch Situationen, in denen bescheidene Zurückhaltung unangebracht und somit schlecht ist. Die Bescheidenheit oder Schamhaftigkeit ist ebenso wie die Bedächtigkeit keine Tugend, sondern erweist sich als wertneutral.
Darauf unternimmt Charmides einen dritten Versuch mit einem Spruch, den er von irgendjemandem gehört habe. Dem Spruch zufolge ist der besonnen, der „das Seinige“ tut. Sokrates gibt sich zunächst beeindruckt; er äußert die Vermutung, der Spruch stamme von Kritias oder einem anderen „Weisen“. Kritias bestreitet sogleich, der Urheber zu sein. Dem Leser wird indirekt zu verstehen gegeben, dass Charmides den Spruch von seinem Vormund übernommen hat und dass Kritias den Gedanken gegenüber dem Knaben als eigene Erkenntnis ausgegeben hat, obwohl er ihn in Wirklichkeit Sokrates verdankte. Diese Angeberei will Kritias nun vor Sokrates vertuschen. Darauf wendet sich Sokrates der inhaltlichen Prüfung zu, und dabei erweist sich die zunächst klug wirkende Bestimmung der Besonnenheit als problematisch. Niemand tut nur „das Seine“ in dem Sinne, dass er völlig autark ist, sich ausschließlich um seine eigenen Angelegenheiten kümmert und sich mit allem Benötigten selbst versorgt. Solche Selbstgenügsamkeit und damit die Abschaffung der sozialen Arbeitsteilung kann nicht das Ziel einer guten Gesetzgebung und Staatsverwaltung sein. Darin kann politische Besonnenheit nicht bestehen. Daher bezeichnet Sokrates den Spruch als rätselhaft; er sei zwar sinnvoll, sein Urheber sei offenbar nicht einfältig, doch müsse man den verborgenen Sinn erst entdecken. Es komme darauf an zu verstehen, was mit „dem Seinigen“ gemeint sei.
Die zweite Gesprächsphase
Inzwischen ist Kritias ungeduldig geworden und hat seinen Ehrgeiz nur mit Mühe zügeln können. Nach dem dritten vergeblichen Versuch des Charmides greift er in die Debatte ein, deren restlicher Teil sich zwischen ihm und Sokrates abspielt. Kritias übernimmt die Verteidigung und Erläuterung des rätselhaften Spruchs. Er versteht unter dem „Seinigen“, auf das man sich beschränken soll, das Wertvolle und Nützliche. Die Besonnenheit bestehe im Tun des Guten. Dagegen bringt Sokrates vor, man könne auch etwas Nützliches vollbringen, ohne es zu verstehen. Beispielsweise könne ein Arzt einen Patienten heilen, ohne die Wirkung seines Handelns zu begreifen und ohne vorher zu wissen, ob der Patient auf die Therapie ansprechen werde oder nicht. Das ist für Sokrates aber keine Besonnenheit, denn der Besonnene muss sich über sein Tun und dessen Folgen völlig im Klaren sein. Besonnen ist nur der Einsichtige, dem seine Einsichtigkeit klar ist. Auch Kritias hält es für ein Merkmal der Besonnenheit, dass man sein eigenes richtiges Handeln versteht, also den Grund von dessen Richtigkeit kennt. Daher muss Kritias die Unzulänglichkeit seiner Begriffsbestimmung einräumen.
Darauf unternimmt Kritias einen neuen Versuch: Er setzt nun Besonnenheit mit Selbstkenntnis (nicht Selbsterkenntnis als Akt) gleich. Dabei beruft er sich auf den berühmten Spruch „Erkenne dich selbst!“ (griechisch Γνῶθι σεαυτόν Gnṓthi seautón) am Apollontempel von Delphi. Das sei der Gruß des Gottes an die Tempelbesucher. Er sei besser als das „Sei vergnügt!“ (Χαῖρε Chaíre), der übliche Gruß der Griechen, denn Selbstkenntnis oder Besonnenheit sei wünschenswerter als Freude. Darauf erwidert Sokrates, wenn Besonnenheit eine Kenntnis sei, dann müsse sie ein bestimmtes Wissen sein, ein Wissen von etwas, so wie die Medizin ein Wissen vom Gesunden sei. Die Gesundheit sei das wertvolle Produkt des medizinischen Wissens, ein Haus das wertvolle Produkt der Sachkenntnis des Architekten. Analog müsse Kritias für die Besonnenheit angeben können, was ihr Produkt sei. Dagegen wendet Kritias ein, der Vergleich sei unangemessen, denn die Besonnenheit sei keine spezielle, sondern eine umfassende Kenntnis. Darin gleiche sie der Mathematik, die auch nicht wie ein Handwerk oder eine Kunst ein sichtbares Produkt hervorbringe. Sokrates gibt dies zu, ist aber damit nicht zufrieden, denn die Frage, was der Gegenstand der als Kenntnis oder Wissen definierten Besonnenheit ist, bleibt dabei ungeklärt. Kritias greift diese Frage auf und erklärt, die Besonnenheit unterscheide sich gerade dadurch fundamental von allen anderen Arten des Wissens, dass sie sich nicht auf einen einzelnen von ihr verschiedenen Gegenstand beschränke. Vielmehr beziehe sie sich sowohl auf alle sonstigen Wissensbereiche als auch auf sich selbst. Sie sei Kenntnis ihrer selbst und zugleich aller übrigen Kenntnisse. Nicht nur das Wissen, sondern auch sein Gegenteil, die Unwissenheit, sei Gegenstand solcher Kenntnis. Nach diesem Verständnis kennt der Besonnene den Umfang und die Grenzen seines eigenen Wissens und ist auch in der Lage herauszufinden, was andere tatsächlich wissen und was nicht.
Sokrates erläutert die Schwierigkeiten, die sich aus dieser Bestimmung der Besonnenheit ergeben. Die erste Frage, die sich jetzt stellt, lautet, ob es überhaupt möglich ist, von dem, was man weiß und nicht weiß, zu wissen, dass man es weiß bzw. nicht weiß. Falls diese Frage bejaht wird, ist sodann zu fragen, worin der Wert eines derartigen Wissens besteht. Sokrates erklärt sich diesbezüglich für unwissend; er sei mit seinen Überlegungen in eine ausweglos scheinende Lage geraten. Die Vorstellung eines Wissens, das sowohl sich selbst und seine Grenzen als auch fremdes Wissen und Nichtwissen zum Gegenstand hat, kommt ihm problematisch vor, denn er hat nichts in der Welt gefunden, dem ein analoger Gegenstandsbereich zugeordnet ist; nichts scheint ihm selbstbezüglich und zugleich auf anderes bezogen zu sein. Wahrnehmungen, Impulse, Willensakte und Gefühle richten sich immer auf konkrete Objekte, niemals auf sich selbst. Beispielsweise bezieht sich Furcht immer auf etwas Furchterregendes, nicht auf sich selbst und auf die Furcht anderer. Es gibt auch keine Meinung, die sich sowohl auf andere Meinungen als auch auf sich selbst bezieht, aber nichts von dem, worauf sich die sonstigen Meinungen beziehen, zum Gegenstand hat. Anhand einer Reihe von Beispielen illustriert Sokrates die Probleme, die sich bei der Annahme von etwas Selbstbezüglichem stellen. Diese Annahme setzt voraus, dass das Selbstbezügliche selbst die Qualität seines Objekts aufweist. Das Gehör hört Töne; um sich selbst zu hören, müsste es einen eigenen Ton haben. Das Sehen nimmt Farben wahr; um sich selbst zu sehen, müsste es eine eigene Farbe aufweisen. Wie ein Wissen diese Voraussetzung der Selbstbezüglichkeit erfüllen könnte, ist für Sokrates völlig unklar. Er sieht nicht, wie man herausfinden könnte, ob so etwas überhaupt irgendwo vorkommt und gegebenenfalls in welchen Fällen. Auch Kritias ist ratlos.
Die Klärung der Existenz von Selbstbezüglichem muss somit beiseitegelassen werden. Darauf wendet sich die Diskussion der hypothetischen Frage zu, welchen Inhalt und Nutzen ein selbstbezügliches Wissen im Sinne der vorgeschlagenen Besonnenheitsdefinition haben kann, falls es existiert. Nach den Ausführungen des Sokrates, die Kritias als schlüssig anerkennt, ermöglicht Besonnenheit keine begründeten Urteile über Konkretes, wenn sie eine nur auf Wissen als solches und nicht auf dessen jeweiligen konkreten Gegenstand bezogene Kenntnis ist. Mit einem selbstbezüglichen Wissen lässt sich nur feststellen, dass jemand ein Wissen hat oder nicht hat, nicht aber, was er weiß. Das jeweilige spezielle Wissen kann auf diesem Weg nicht inhaltlich ermittelt werden. Beispielsweise kann man mittels der Besonnenheit nicht prüfen, wofür ein bestimmter Arzt qualifiziert ist. Dazu wäre eine eigene medizinische Kompetenz des Prüfenden erforderlich, und die hat mit der Besonnenheit nichts zu tun. Hieraus scheint sich die Folgerung zu ergeben, dass Besonnenheit keinen Nutzen für die Lebensführung hat. Anscheinend verhilft sie dem Menschen nicht dazu, dass es ihm gut geht und er glücklich ist. Somit lässt sich nicht zeigen, dass die als Wissen vom Wissen aufgefasste Besonnenheit für den Menschen ein Gut ist. Es entsteht der Verdacht, dass sie überschätzt wird.
Im nächsten Gedankengang wird erneut geprüft, worin gegebenenfalls der Nutzen eines selbstbezüglichen Wissens bestehen kann. Sokrates erzählt von einem „Traum“, von seiner Vision einer Gesellschaft, in der die Besonnenheit herrscht. Da dort jeder über das Wissen vom Wissen verfügt, kann niemand eine Fähigkeit vortäuschen, die er nicht hat. Jede solche Täuschung würde durchschaut. Niemand würde etwas tun, das seine Kompetenz übersteigt; nur sachverständiges Handeln wäre möglich.
Hier stellt sich aber für Sokrates die Frage, ob ein solches von der Besonnenheit gelenktes Leben auch gut und glücklich wäre. Die beiden Gesprächspartner sind übereinstimmend der Ansicht, dass nicht jede Erkenntnis zu einem guten Leben verhelfen kann. Weder technisches Wissen noch eine umfassende Kenntnis vergangener, gegenwärtiger und zukünftiger Verhältnisse führt zur Eudaimonie, zu einem gelungenen Leben, das mit Wohlbefinden oder Glückseligkeit verbunden ist. Dafür ist vielmehr, wie Kritias auf Befragen des Sokrates feststellt, nur eine Kenntnis nötig: die des Guten und des Schlechten. Diese macht aber nicht die Besonnenheit aus, sondern zählt zu den nützlichen Kenntnissen, also zu einer anderen Kategorie von Wissen. Damit erhebt sich erneut die schon zuvor angesprochene Frage, ob die Besonnenheit selbst auch einen Nutzen hat und worin ihr Sinn und Zweck bestehen kann. Wenn sie Kenntnis der Kenntnisse ist, müsste sie – wie Kritias feststellt – den nützlichen Kenntnissen übergeordnet sein, also auch dem Wissen vom Guten und vom Schlechten, und dadurch wenigstens indirekt nützlich sein. Es gelingt Kritias aber nicht, einen konkreten Nutzen der Kenntnis der Kenntnisse zu benennen. Er muss zugeben, dass sie weder den Menschen glücklich macht noch ihm wie ein Handwerk oder eine Technik einen handfesten Vorteil verschafft. Demnach scheint sie nutzlos zu sein. Sokrates zieht Bilanz: Weder ist es gelungen herauszufinden, was man unter Besonnenheit zu verstehen hat, noch konnte ein Nutzen des hypothetisch angenommenen selbstbezüglichen Wissens entdeckt werden.
Abschließend wendet sich Sokrates wieder an Charmides, der aus dem enttäuschenden Ausgang der Bemühung um philosophische Erkenntnis falsche Konsequenzen ziehen könnte. Das sehr unbefriedigende Ergebnis des Dialogs bedeute nicht, dass Besonnenheit tatsächlich wertlos sei. Vielmehr sei der Fehlschlag nur darauf zurückzuführen, dass er, Sokrates, nicht über den zur Klärung der Frage benötigten Scharfsinn verfüge. Daher solle sich Charmides nicht beirren lassen. Vielmehr solle er sich glücklich schätzen, wenn er über Besonnenheit verfüge. Charmides ist nun hinsichtlich der Besonnenheit verwirrt, denn er weiß nicht, was sie sei und ob er sie besitze oder nicht. Er glaubt aber nicht, dass Sokrates so unwissend ist, wie er sich gibt, und entscheidet sich, sein Schüler zu werden und in täglichem Zusammensein von ihm zu lernen.

## Interpretation
Die modernen Diskussionen drehen sich – wie oft bei der Interpretation von Dialogen Platons – insbesondere um die Frage nach der eigenen Position des Autors. Diese entspricht nach der herrschenden Forschungsmeinung in der Regel der Auffassung seiner Dialogfigur Sokrates. Im vorliegenden Fall fällt aber auf, dass Annahmen, die Platon in anderen Werken wie der Apologie von Sokrates vertreten lässt und denen er offenbar selbst zustimmt, im Charmides anscheinend kritisiert werden und als zweifelhaft, problematisch oder falsch erscheinen. Im Charmides lautet die Position des Sokrates, man könne auf einem Gebiet, auf dem man selbst ohne Sachkenntnis sei, die Kompetenz anderer nicht beurteilen. Ebendies ist aber nach der Darstellung in anderen Werken Platons die Gepflogenheit des Sokrates: Er bezeichnet sich selbst als unwissend, ist aber in der Lage, die Unwissenheit anderer zu erkennen und so zu entlarven, dass sie auch für andere erkennbar wird.
Zur Erklärung dieses scheinbaren oder tatsächlichen Widerspruchs werden in der Forschung unterschiedliche Wege beschritten. Nach der Interpretation von John Stuart Mill ist der Charmides nur eine dialektische Übung, in der manche Thesen verworfen werden, die aber zu keiner Entscheidung für eine bestimmte Position führt. Eine andere Hypothese lautet, Platon habe die Unzulänglichkeit der sokratischen Methode für die Klärung derartiger Fragen demonstrieren wollen. Damit habe er sich von der Vorgehensweise seines Lehrers distanziert oder zumindest deren Leistungsfähigkeit relativiert. Er sei zum Ergebnis gelangt, dass die Art von Einsicht, die im Rahmen einer sokratischen Untersuchung erreichbar sei, zur Lösung der zentralen Aufgabe der Philosophie untauglich sei: Mit ihr könne man nicht zu dem Wissen vordringen, das die Tugend – hier die Besonnenheit – erfasse, deren Besitz gewährleiste und den Menschen glücklich mache. Zur Lösung dieser Aufgabe sei somit ein anderer, nichtsokratischer Weg erforderlich, den Platon als seine eigene Entdeckung beanspruche. Diese Deutung ist umstritten. Gegen sie wird vorgebracht, die Kritik an einem bestimmten Konzept einer Metawissenschaft im Charmides treffe nicht die sokratische Methode der Erkenntnissuche durch kritische Prüfung von Definitionsvorschlägen (Elenchos), sondern nur eine unrealistische Vorstellung des Kritias über die Aufgabe einer Metawissenschaft. Nur Urteile über technische Kompetenz seien von der Kritik betroffen, nicht die Prüfungen ethischen Wissens, mit denen sich Sokrates befasse. Hugh H. Benson meint, die Argumentation im Charmides stelle nur für einen Teil der philosophischen Tätigkeit des platonischen Sokrates gemäß der Apologie ein Problem dar. Die Möglichkeit, sich der eigenen Unwissenheit bewusst zu werden und trotz ihr auch fremde Unwissenheit zu erkennen, bleibe intakt, und dies sei nach der Darstellung in Platons frühen Werken der Hauptteil der Lebensaufgabe des Sokrates. Bestritten werde im Charmides nur die Möglichkeit, bei eigener Ignoranz fremde Kompetenz zu erkennen. Damit werde die Fähigkeit eines unwissenden Schülers, die Qualifikation eines Lehrers zu beurteilen und rational zu entscheiden, ob er sich ihm anschließen sollte, in Frage gestellt. Gabriela Roxana Carone sieht in der Argumentation des Charmides keine ernsthafte Gefahr für das sokratische Projekt, eine begrenzte „menschliche Weisheit“ gemäß der Beschreibung in der Apologie zu erlangen. Charles H. Kahn prüft die Frage des Metawissens anhand der vier möglichen Fälle: X weiß, dass er das Wissen über F besitzt; X weiß, dass er das Wissen über F nicht besitzt; X weiß, dass Y das Wissen über F besitzt; X weiß, dass Y das Wissen über F nicht besitzt. Kahn hält die Argumentation des Sokrates gegen die Möglichkeit der beiden letztgenannten Fälle, wenn X jeweils unwissend ist, für überzeugend. Er sieht darin einen gravierenden Einwand gegen die in der Apologie beschriebene sokratische Untersuchungsmethode. Für Kahn liegt die Lösung in der Annahme, die Unwissenheit des Sokrates bestehe nicht tatsächlich, sondern werde von ihm nur aus didaktischem Grund vorgetäuscht. In Wirklichkeit besitze Sokrates das Wissen über die jeweils erörterten Themen und damit auch die Kompetenz, fremde Wissensansprüche zu prüfen.
Wie bei den anderen „aporetischen“ – in einer Ratlosigkeit endenden – Dialogen bleibt offen, ob Platon die ungeklärten Probleme für lösbar hielt und ob er selbst über einen Lösungsansatz verfügte, den er den Lesern vorenthielt, um sie zu eigenen Bemühungen anzuregen. Eine aus seiner Sicht befriedigende Lösung könnte er im Rahmen seiner Ideenlehre gefunden haben. Kontrovers diskutiert wird insbesondere die Frage, ob Platon ein Wissen, das sich selbst sowie fremdes Wissen zum Gegenstand hat, für möglich und gegebenenfalls für nützlich hielt. Bejaht wird sie u. a. von Paul Natorp, Michael Erler und Gerhard Müller, verneint u. a. von Joachim Adamietz, Bernd Effe und Oded Balaban. Ekkehard Martens meint, Platon habe den Anspruch der Sophisten auf ein autarkes selbstbezügliches Wissen zurückweisen wollen, ohne damit ein selbstbezügliches Wissen des Menschen grundsätzlich auszuschließen; die Möglichkeit dazu – etwa als Teilhabe am selbstbezüglichen Wissen Gottes – lasse er im Charmides offen. Beim aporetischen Ausgang des Dialogs handle es sich um bloße Scheinaporien.
Vasilis Politis weist darauf hin, dass Platons Sokrates in diesem Dialog sowohl für als auch gegen die Möglichkeit und den Nutzen eines selbstbezüglichen Wissens argumentiere. Darin liege kein Widerspruch, da die Argumentation gegen ein reflexives Wissen von einer bestimmten Annahme über dessen Gegenstand ausgehe, nämlich dass dieser ausschließlich in Wissen und Unwissenheit bestehe; in der Argumentation zugunsten des selbstbezüglichen Wissens hingegen fehle eine Festlegung auf solche Ausschließlichkeit. Daher führe nur der erstgenannte Ansatz in die Aporie, während der zweite den Ausweg biete. Die Lösung, die Platon im Sinn habe, laute, dass das selbstbezügliche Wissen nicht nur reflexiv sei, sondern daneben auch andere Objekte habe, zu denen das Gute und das Übel gehörten. Damit wendet sich Politis gegen eine von manchen Philosophiehistorikern vertretene Interpretation, der zufolge Platon zeigen wollte, dass ein selbstbezügliches Wissen entweder unmöglich oder, falls doch möglich, nutzlos sei und daher für die Definition der Besonnenheit nicht in Betracht komme; die Besonnenheit müsse vielmehr als das Wissen über das Gute und das Übel bestimmt werden. Politis vermutet, Platons Sokrates habe seine Lösung in dem Dialog nicht vortragen können, da er dann hätte zeigen müssen, dass das reflexive Wissen zwar mehrere Objekte habe, aber dennoch ein einheitliches Wissen und nicht eine Zusammensetzung von zwei unabhängigen Wissensarten sei. Diese schwierige Aufgabe anzugehen hätte den Rahmen des Dialogs gesprengt.
Ein weiteres in der Forschungsliteratur erörtertes Thema ist das Ende des Dialogs: Charmides verkündet emphatisch, er wolle nun unbedingt ein Schüler des Sokrates werden, obwohl dieser sich zuvor wegen des unbefriedigenden Ausgangs der Untersuchung selbst als schlechten Forscher bezeichnet hat. Von dem künftigen Unterricht verspricht sich Charmides viel, und Kritias bestärkt ihn darin. Thomas Alexander Szlezák sieht hier einen Hinweis auf die „Schriftkritik“ Platons, seine Ablehnung der schriftlichen Mitteilung bestimmter besonders anspruchsvoller philosophischer Inhalte. Der Charmides habe ohne Lösung enden müssen, da Platon das entscheidende Wissen nicht habe schriftlich verbreiten wollen. Dieses Wissen sei mündlicher Weitergabe an qualifizierte Schüler vorbehalten geblieben. Daher lasse Platon am Ende des Dialogs Charmides in ein Schülerverhältnis zu Sokrates eintreten. Die Diskussion habe nur den Zweck gehabt, die Qualifikation des Charmides für eine philosophische Schulung zu prüfen.

## Politischer Hintergrund

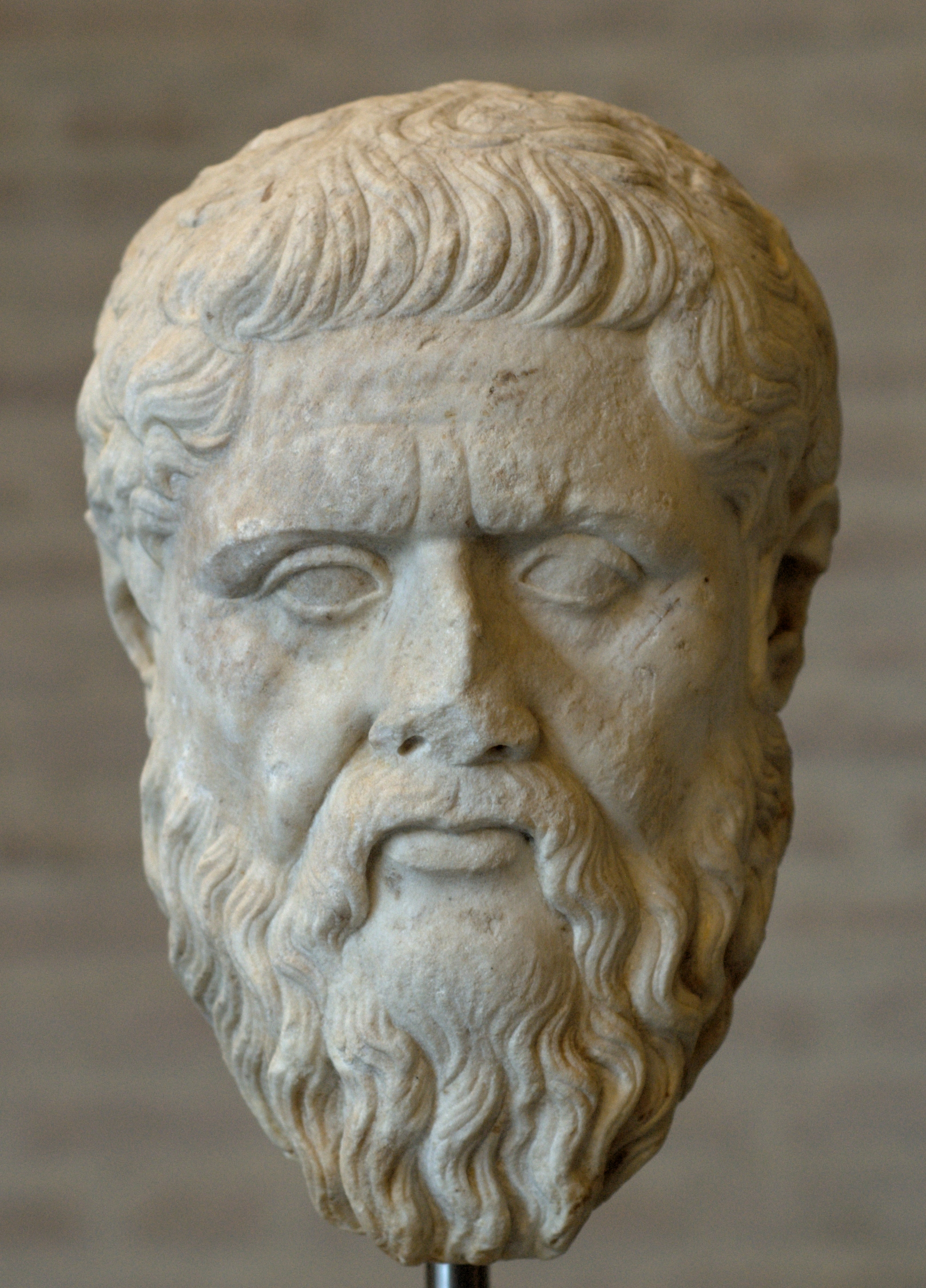
Büste Platons (römische Kopie des griechischen Platonporträts des Silanion, Glyptothek München)

Auffällig ist, dass Platon als Hauptfiguren neben Sokrates zwei damals sehr unpopuläre Gestalten wählte, Charmides und Kritias. Beide waren zur Abfassungszeit des Dialogs im demokratisch regierten Athen völlig diskreditiert, da ihre antidemokratische Politik zu einem Bürgerkrieg geführt hatte und schließlich katastrophal gescheitert war. Sie hatten 404–403 v. Chr., ein Vierteljahrhundert nach der Handlungszeit des Dialogs, als namhafte oligarchische Politiker an der kurzzeitigen Schreckensherrschaft der Dreißig teilgenommen und waren dann im Kampf gegen die siegreichen demokratischen Kräfte gefallen. Diese Ereignisse prägten ihr Bild in der Folgezeit. Die „dreißig Tyrannen“ blieben der Nachwelt als brutale Gewaltherrscher in Erinnerung. Chairephon hingegen, die vierte, meist stumme Figur im Charmides, war Demokrat. Die Bedeutung des blutigen Konflikts zwischen Oligarchen und Demokraten als Hintergrund der Dialoghandlung wird in der Forschungsliteratur oft hervorgehoben. Walter Thomas Schmid weist darauf hin, dass die im Charmides gepriesene Besonnenheit vor allem in konservativen, aristokratischen Kreisen Athens geschätzt wurde. In diesem Milieu bewunderte man die undemokratische spartanische Staats- und Gesellschaftsordnung und beurteilte die radikal demokratische Verfassung der eigenen Heimatstadt abschätzig. Die reine Volksherrschaft der Gegenwart wurde als Abweichung von der bewährten Staatsordnung einer idealisierten Vergangenheit missbilligt. Aristokratisch gesinnte Angehörige der Athener Oberschicht betonten die Wichtigkeit einer besonnenen Staatslenkung. Sie brachten die konsequent verwirklichte Volksherrschaft mit Unmäßigkeit und Unbesonnenheit in Zusammenhang, da weitreichende Entscheidungen von stimmungsabhängigen Zufallsmehrheiten in den Volksversammlungen getroffen wurden. Chairephon, ein entschiedener Anhänger der athenischen Demokratie, wird im Charmides als impulsiv dargestellt, was diesem Bild entspricht. Auch in der äußerst konservativen spartanischen Gesellschaft stand die Besonnenheit hoch im Kurs. Der historische Kritias profilierte sich besonders durch seine Verherrlichung der spartanischen Verhältnisse. Seine antidemokratische Gesinnung schloss für ihn unter normalen Bedingungen eine politische Karriere in seiner Heimatstadt aus; nur durch einen Umsturz konnte er Gestaltungsmacht gewinnen.
Generell galt die Besonnenheit in Athen zwar als Tugend, doch gab es auch gewisse Vorbehalte gegen sie. Verbreitet war die Einschätzung, dass sie gegenüber der Tapferkeit und dem Patriotismus zweitrangig sei und nicht unbedingt zu den Qualitäten eines tüchtigen Kriegers gehöre.
Das Besonnenheitskonzept, das Kritias im Charmides vertritt, wird in der Forschung vor dem Hintergrund der politischen Entwicklungen von 404–403 v. Chr. betrachtet. Es wird als Aspekt seiner oligarchischen Gesinnung und seines Machtstrebens interpretiert. Für Kritias sind die „Besonnenen“ eine aristokratische Elite, die aufgrund ihrer Vernunft zur Herrschaft über die Masse der Unbesonnenen qualifiziert ist. Sein Interesse am Thema des Dialogs beruht vor allem darauf, dass es ihm Gelegenheit zur Legitimation des oligarchischen Herrschaftsanspruchs bietet. Platons Absicht war es insbesondere, den Unterschied zwischen der Haltung des Sokrates und der des Kritias herauszuarbeiten und dem Leser die Fragwürdigkeit von Kritias’ Kompetenzanspruch vor Augen zu stellen. Damit wollte er zugleich den Vorwurf zurückweisen, Sokrates habe einst Kritias und Charmides beeinflusst und trage damit eine Mitschuld an deren späterem verhängnisvollem Wirken.
Unterschiedlich interpretiert wird in der Forschung der Umstand, dass Platon die beiden in Athen verhassten Oligarchen in einem angeregten philosophischen Gespräch mit Sokrates in freundschaftlicher Atmosphäre präsentierte und jede direkte Anspielung auf ihre spätere politische Rolle vermied. Einer Hypothese zufolge wollte er dem Leser damit signalisieren, dass die beiden in dieser frühen Zeit einen relativ anständigen Eindruck gemacht hätten und dass nicht alle von Kritias vertretenen Werte – speziell das konservative Besonnenheitsideal – pauschal diskreditiert seien. Möglicherweise ging es dabei um die Abwehr von Beschuldigungen, die sich nicht nur gegen Sokrates, sondern auch gegen Platon selbst richteten: Sein familiärer Zusammenhang mit den beiden Oligarchen und seine skeptische Haltung zur demokratischen Verfassung Athens setzten ihn dem Verdacht aus, mit der Oligarchie zu sympathisieren.

## Entstehung
Unstrittig ist, dass der Charmides zu einer Gruppe von frühen Dialogen Platons gehört, für die charakteristisch ist, dass sie in eine Aporie – eine ausweglos scheinende Lage – führen. In der älteren Forschung galt er als eines der ersten Werke des Philosophen und wurde in die 390er Jahre v. Chr. datiert, doch in neuerer Zeit hat sich eine etwas spätere Einordnung durchgesetzt: entweder gegen Ende der ersten der drei Phasen, in die Platons schriftstellerisches Wirken gewöhnlich eingeteilt wird, oder zu Beginn der zweiten, mittleren Phase. In Betracht kommen in erster Linie die 380er Jahre v. Chr. Das Gedankengut scheint schon auf den reifen Platonismus der mittleren Schaffenszeit des Philosophen hinzuweisen. Manche Aussagen lassen sich nur durch einen Vorgriff auf Ausführungen in späteren Werken befriedigend erklären.

## Rezeption
Antike und Mittelalter
In der Antike fand der Charmides relativ wenig Beachtung. In der Tetralogienordnung der Werke Platons, die anscheinend im 1. Jahrhundert v. Chr. eingeführt wurde, gehört er zur fünften Tetralogie. Der Philosophiegeschichtsschreiber Diogenes Laertios zählte ihn zu den „prüfenden“ Schriften und gab als Alternativtitel Über die Besonnenheit an. Dabei berief er sich auf eine heute verlorene Schrift des Mittelplatonikers Thrasyllos.
Der Gelehrte Athenaios, der Platon scharf zu kritisieren pflegte, beanstandete eine angebliche Widersprüchlichkeit in der Darstellung von Sokrates’ Verhältnis zu Charmides.
Antike Papyri sind nicht erhalten, die handschriftliche Überlieferung setzt erst im 9. Jahrhundert ein. Die Textüberlieferung basiert auf vier Textzeugen aus dem Zeitraum vom 9. bis zum 13. Jahrhundert; alle anderen Handschriften sind Kopien, die von diesen vier abhängen. Die älteste erhaltene Handschrift wurde im Jahr 895 im Byzantinischen Reich für Arethas von Caesarea angefertigt. Im Westen war der Charmides in der lateinischsprachigen Gelehrtenwelt des Mittelalters unbekannt.
Frühe Neuzeit

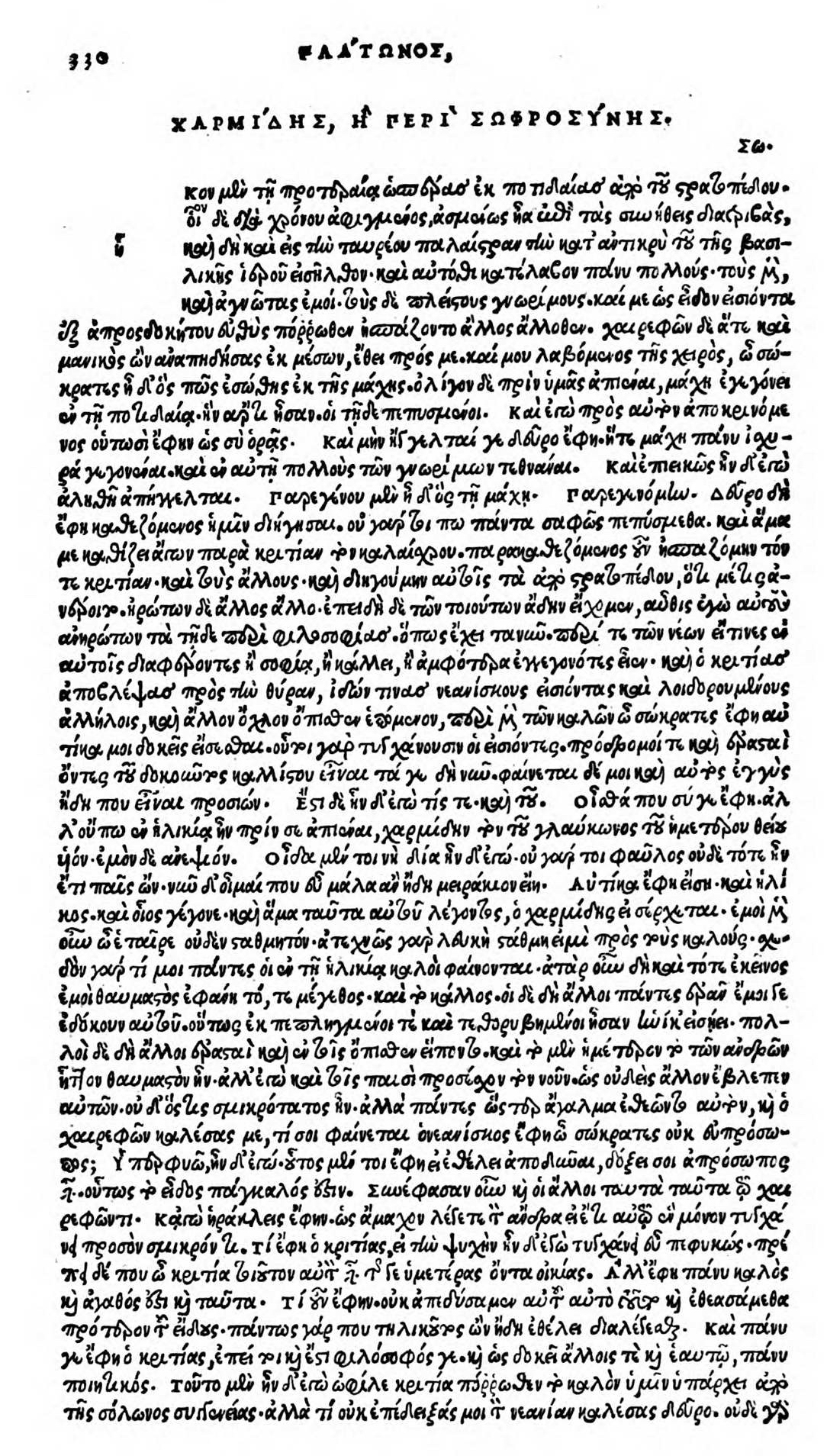
Der Anfang des Charmides in der Erstausgabe, Venedig 1513

Im Zeitalter des Renaissance-Humanismus wurde der Charmides wiederentdeckt. Der Humanist Marsilio Ficino übersetzte ihn ins Lateinische und machte ihn damit einem breiteren Lesepublikum zugänglich. Dabei ließ er eine explizit sexuelle Passage weg, da er seinen Zeitgenossen die Fähigkeit nicht zutraute, solche Stellen – wie er es für richtig hielt – allegorisch zu deuten. Die Übersetzung veröffentlichte er 1484 in Florenz in der Gesamtausgabe seiner lateinischen Platon-Übersetzungen. Auch Angelo Poliziano nahm eine lateinische Übersetzung in Angriff, die in den 1470er Jahren begonnen wurde, aber anscheinend unvollendet blieb; das Fragment aus seinem Nachlass wurde 1498 gedruckt. Eine dritte Übersetzung stammt von dem Humanisten Janus Cornarius; sie wurde 1561 in einer lateinischen Gesamtausgabe der Werke Platons in Basel publiziert.
Die Erstausgabe des griechischen Textes erschien im September 1513 in Venedig bei Aldo Manuzio als Teil der ersten Gesamtausgabe der Werke Platons in der Originalsprache. Der Herausgeber war Markos Musuros. Es folgten zwei Drucke in Basel 1534 und 1556.
Moderne
Platons Autorschaft wurde im 19. und im frühen 20. Jahrhundert vereinzelt bestritten, insbesondere von Eduard Zeller. Heute gilt sie wie schon in der Antike als sicher. Die literarische Qualität wird im Allgemeinen hoch eingeschätzt. Michael Erler findet Komposition, Charakterzeichnung und sprachliche Gestaltung bewundernswert, den Inhalt jedoch irritierend. Ernst Heitsch urteilt, Platon habe ein sprachliches Kunstwerk geschaffen, in dem sich die Eleganz und Heiterkeit des Gesprächs vor dem Hintergrund der damaligen kriegerischen Auseinandersetzungen entwickle. Alles sei mit gewinnender Natürlichkeit dargestellt und der Autor behalte auch die formale Seite seiner ausgewogenen Komposition im Auge.
Der philosophische Gehalt wird insbesondere unter dem Gesichtspunkt seines Verhältnisses zu modernen Konzepten beurteilt. Dabei geht es um die Problematik der Reflexion und des Selbstbewusstseins. Manche Forscher interpretieren die Erörterung des selbstbezüglichen Wissens im Charmides als Diskussionsbeitrag zur Bewusstseinsproblematik, andere bestreiten jeden Zusammenhang mit der Bewusstseinsfrage. Die Befürworter der ersteren Deutung sind untereinander verschiedener Meinung hinsichtlich der Frage, ob Platon der These, das Seiende gründe im Bewusstsein, zugestimmt oder sie verworfen hat.
Der Philosoph Klaus Oehler befand 1962, im Charmides werde ein philosophisches Problem erster Ordnung formuliert und dann wieder fallengelassen: die Frage, ob es ein Wissen des Wissens gebe. Damit werde das Problem des Selbstbewusstseins angesprochen. Was hier in den Blick komme, sei „genau das, was das moderne Weltverständnis konstituiert: die sich selbst und die Welt autonom begründende Subjektivität“. Gegen diese Sichtweise wandte sich 1974 Theodor Ebert. Nach seiner Ansicht bleiben Interpreten, die Platons „Wissen des Wissens“ als Umschreibung für das Wesen des Selbstbewusstseins betrachten, einem historisch unangemessenen Problemhorizont verhaftet. Die Diskussion des Charmides werde unzulässigerweise „unter die Kategorien einer Problemstellung des Deutschen Idealismus gebracht“. Gerhart Schmidt lobte 1985 das hohe intellektuelle Niveau der Auseinandersetzung, das staunenswert sei. Er kam zu dem Ergebnis, dass in dem Dialog „die Grundlage des gegenwärtigen Zeitalters“ ins Spiel komme und dass „wir selbst die Geforderten sind“. Das Werk sei ein frühes Meisterstück des Autors, der hier das Prinzip der Subjektivität vorwegnehme, das erst die Philosophie der Neuzeit auf ihr Panier geschrieben habe. Karen Gloy wies 1986 dem Charmides eine Schlüsselposition zu, weil dort erstmals in der Geschichte der abendländischen Philosophie eine umfassende und vielschichtige Konzeption des Selbstbewusstseins vorgelegt werde und die diversen Auslegungsmöglichkeiten mit ihren Schwierigkeiten durchgespielt würden. Der Dialog bilde den Ausgang aller späteren Theorieansätze. Barbara Zehnpfennig verglich 1987 Platons Antwort auf die Frage nach einer konsistenten Erkenntnis und Erkenntnistheorie im Charmides mit derjenigen von Johann Gottlieb Fichte in dessen 1800 veröffentlichter Schrift Die Bestimmung des Menschen. Sie befand, Fichtes Ansatz sei die Grundlage der neuzeitlichen Bewusstseinstheorie, doch Platons Auseinandersetzung mit dem Problem sei ihr überlegen, da sie „Grundstrukturen der in Fichte repräsentierten neuzeitlichen Bewusstseinsphilosophie“ vorwegnehme und widerlege. Platon zeige die Unhaltbarkeit der untersuchten Theorien des autonomen Wissens. Franz von Kutschera würdigte 2002 eine Pionierleistung Platons, der im Charmides das Wissen als Relation aufgefasst und die Relation als fundamentale logische Kategorie eingeführt habe. In dem Dialog seien „die allerersten Anfänge der epistemischen Logik, der Logik des Wissensbegriffs“ zu finden. Damit reiche der Horizont der Erörterungen weit über die Tugend der Besonnenheit hinaus. Platon habe hier erstmals den Begriff der Relation so allgemein gefasst, dass er Relationen verschiedenster Art umfasse. Ernst Heitsch konstatierte 2004, Platon habe als erster erkannt, dass ein Wissen, das unter der Alternative „richtig oder falsch“ stehe, nicht auf moralischem und politischem Feld zu richtigem Handeln qualifiziere, sondern wertneutral sei. Diese Einsicht gehe aus dem Charmides hervor; sie bilde eines von Platons bedeutendsten Vermächtnissen an die Nachwelt.

## Ausgaben und Übersetzungen
Ausgaben mit Übersetzung
- Gunther Eigler (Hrsg.): Platon: Werke in acht Bänden. Band 1, 4. Auflage, Wissenschaftliche Buchgesellschaft, Darmstadt 2005, ISBN 3-534-19095-5, S. 287–349 (Abdruck der kritischen Ausgabe von Maurice Croiset, 4. Auflage, Paris 1956, mit der deutschen Übersetzung von Friedrich Schleiermacher, 2., verbesserte Auflage, Berlin 1818)
- Ekkehard Martens (Hrsg.): Platon: Charmides. Reclam, Stuttgart 1977, ISBN 978-3-15-009861-5 (unkritische Ausgabe mit Übersetzung)

Übersetzungen
- Otto Apelt: Platons Dialoge Charmides, Lysis, Menexenos. In: Otto Apelt (Hrsg.): Platon: Sämtliche Dialoge. Band 3, Meiner, Hamburg 2004, ISBN 3-7873-1156-4 (mit Einleitung und Erläuterungen; Nachdruck der 2., durchgesehenen Auflage, Leipzig 1922)
- Ludwig Georgii: Charmides. In: Erich Loewenthal (Hrsg.): Platon: Sämtliche Werke in drei Bänden. Band 1, unveränderter Nachdruck der 8., durchgesehenen Auflage, Wissenschaftliche Buchgesellschaft, Darmstadt 2004, ISBN 3-534-17918-8, S. 239–275
- Rudolf Rufener: Platon: Frühdialoge (= Jubiläumsausgabe sämtlicher Werke, Band 1). Artemis, Zürich/München 1974, ISBN 3-7608-3640-2, S. 41–80 (mit Einleitung von Olof Gigon)